# Leptogorgia sulfurea
Leptogorgia sulfurea is een zachte koraalsoort uit de familie Gorgoniidae. De koraalsoort komt uit het geslacht Leptogorgia. Leptogorgia sulfurea werd in 1918 voor het eerst wetenschappelijk beschreven door Bielschowsky. 